# معتيرم (المهرة)

تعديل مصدري - تعديل

معتيرم هي إحدى قرى مديرية المسيلة التابعة لمحافظة المهرة، بلغ تعداد سكانها 37 نسمة حسب تعداد اليمن لعام 2004.